# Пропаганда (гурт)
«Пропаганда» (рос. Пропаганда) — російський жіночий поп-гурт. Свою історію веде з 2001 року. Авторкою більшості пісень гурту є Вікторія Вороніна, яка залишила колектив у 2010 році. Гурт — лауреат премій: «Пісня року», «Золотий грамофон», «Стопудовий хіт», «Звукова доріжка» та інших. Гурт (за ініціативою продюсера колективу Сергія Іванова) після 2014 року відомий своєю позицією на підтримку політики Володимира Путіна, у зв'язку з цим гурт створив, так звану, «пісню-гімн» (у виконанні Марії Букатар та Анастасії Шевченко) та пропагандистський кліп з назвою «Україно, Росія з тобою!» (рос. «Украина, Россия с тобой!»).

## Історія
Гурт «Пропаганда» дебютував у вересні 2001 року. Першим продюсером колективу був Сергій Ізотов. Учасницями першого складу були Вікторія Вороніна, Вікторія Петренко та Юлія Гараніна. Першим хітом гурту стала пісня «Крейдою» (рос. «Мелом»), що з'явилася в ефірі радіостанції «Європа Плюс» 1 вересня 2001 року. Популярність гурт здобув завдяки своїм неординарним пісням. Це перший жіночий гурт в історії російського шоу-бізнесу, що використовує «хіп-хоп-речитатив» і всупереч формату потрапив на радіостанції Росії. За перші півроку гурт продав 300 000 дисків і 80000 касет. Причиною розпаду першого складу (Вікторія Вороніна, Вікторія Петренко і Юлія Гараніна) стали розбіжності між дівчатками та керівництвом. Вікторія Петренко покинула склад, на підтримку слідом за нею пішла і Юлія Гараніна .
Так після відходу Петренко та Гараніної в групу були прийняті нові учасниці — Ольга Морева та Катерина Олійникова. Імідж підліткових дівчат був кардинально змінений і трансформований згідно з бажанням продюсера. Цей трюк дозволив залучити новий сегмент аудиторії, але відштовхнув частину колишніх прихильників. У 2003 році відбулася ротація складу. Колектив складався з трьох дівчат: Віка Вороніна, Катя Олійникова та Ольга Морева.
2007 року продюсером групи став Сергій Іванов (раніше він був їх директором з 2004 року).
Взимку 2010 група випускає новий сингл «Знаєш» (рос. «Знаешь»). Попри скромний успіх на радіо (пісня досягла лише 78 місця в російському радіочарті), сингл став успішним цифровим релізом, зайнявши 7 сходинку російського чарту цифрових синглів. У цьому ж році виходить сингл «До місяця на метро» «Знаєш» (рос. «До луны на метро»).
У грудні 2010 року Вікторія Вороніна оголошує про початок сольної кар'єри та виходить зі складу гурту.
16 лютого 2012 на сайті гурта офіційно оголосили про дебют третьої солістки гурта «Пропаганда» — Вікторії Богославської. Вікторія Богославська — учасниця «Фабрики Зірок— 4», якій довелося співати з російською співачкою Валерією, російський співаком Дімою Маліковим, російський репером Тіматі та багатьма іншими зірками російської естради.
Вікторія протрималася в гурті лише місяць, і з червня 2012 року у гурта нова солістка Марія Неделкова, але Марія так само покинула колектив і з вересня того ж року «Пропаганда» виступає в колишньому складі — Марія Букатар — Анастасія Шевченко.
Пізніше група випускає пісню «Ні — Так» (рос. «Нет — Да»), слова Сергія Іванова, музика Олександра Янковського.
У вересні 2012 року виходить пісня «Горностай». Автором слів є так само Сергій Іванов (Кавер версія на сингл «Gangnam Style»).
У листопаді 2012 року був записаний сингл «Подруга» (слова Сергій Іванов, музика Олександр Янковський) і вже в березні 2013 було знято кліп, в цей же час виходить нова композиція «Я написала кохання» (рос. «Я написала любовь»), автори Сергій
Іванов, Євгенія Басова, Олександр Янковський, музика Олександр Янковський.
11 жовтня був зроблений реліз нового треку Mastera Spensora & Групи «Пропаганда» під назвою «Банальна Історія» (рос. «Банальная История»). Друга за рахунком спільна робота, авторами музики та тексту є: Ігор Летінен і Сергій Іванов.
21 жовтня 2013 реліз тізера на відео «Я написала кохання» (рос. «Я написала любовь»). А 5 листопада вийшов вже реліз цього кліпу (цей кліп був в ротації і в Україні).
На початку 2014 року, гурт випускає хіт «Крейдою» (рос. «Мелом») у новому звучанні. 28 лютого виходить тізер пісні «Хлопчик у дзеркалі» (рос. «Мальчик в Зеркале»), 2 березня повна версія цього треку, музика та слова: Олександр Янковський, Сергій Іванов.
Несподіванкою стала, так звана, «пісня-гімн» (у виконанні Марії Букатар та Анастасії Шевченко), яка була випущена 13 березня 2014 року під назвою «Україно, Росія з тобою!» (рос. «Украина, Россия с тобой!»). ініціатором створення пісні та кліпу був продюсер колективу Сергій Іванов.
З 10 жовтня по 28 листопада 2015 року на російському телеканалі «Russian Musicbox» було показано реаліті-шоу «Потрап у Пропаганду», переможниця якого за заявою продюсера мала стати третьою учасницею групи. Але потім плани змінились. У фіналі проекту журі обрало не одну, а трьох нових учасниць — Майю Подільську, Вероніку Кононенко та Аріну Мілан, а Марія Букатар та Анастасія Шевченко оголосили про початок сольної кар'єри. У той же час вийшов сингл і відеокліп «Я йду від тебе» (рос. «Я ухожу от тебя») — спільна робота групи «Пропаганда» у складі Букатар та Шевченко та репера TRES. У зйомках відеокліпу також взяли участь фіналістки шоу — нові учасниці колективу. У 2017 році Вероніка Кононенко залишила гурт, а в 2018 році третьою солісткою взяли іншу учасницю шоу «Потрап у Пропаганду» — Олена Шишкіна.
У 2019 році, після 7 років судових дебатів, судом було винесено рішення про заборону Вороніної Вікторії публічно виконувати пісні гурту «Пропаганда».
У 2020 році склад гурту був повністю змінений.
Також продюсером Сергієм Івановим було створено гурт «Пропаганда (золотий склад)», що складається з Ольги Морьової та Ірини Яковлєвої. Гурт гастролює, виконуючи головні хіти «Пропаганди».

## Склад гурту
| Період                        | Склад              | Склад                         | Склад                 | Склад            | Склад             |
| ----------------------------- | ------------------ | ----------------------------- | --------------------- | ---------------- | ----------------- |
| вересень 2001 — серпень 2002  | Вікторія Вороніна  | Вікторія Петренко             | Юлія Гараніна         |                  |                   |
| серпень 2002 — серпень 2003   | Вікторія Вороніна  | Ольга Морєва                  | Катерина Олейнікова   |                  |                   |
| серпень 2003 — листопад 2003  | Вікторія Вороніна  | Ольга Морєва                  | Катерина Олейнікова   | Ірина Яковлєва   | Наталія Коршунова |
| листопад 2003 — серпень 2004  | Вікторія Вороніна  | Ольга Морєва                  | Ірина Яковлєва        |                  |                   |
| серпень 2004 — січень 2007    | Вікторія Вороніна  | Ольга Морєва                  | Ірина Яковлєва        | Дар'я Гаврильчук |                   |
| січень 2007 — березень 2007   | Вікторія Вороніна  | Марія Букатар                 | Ірина Яковлєва        | Дар'я Гаврильчук |                   |
| березень 2007 — червень 2009  | Вікторія Вороніна  | Марія Букатар                 | Ірина Яковлєва        |                  |                   |
| червень 2009 — липень 2009    | Вікторія Вороніна  | Марія Букатар                 |                       |                  |                   |
| липень 2009 — грудень 2010    | Вікторія Вороніна  | Марія Букатар                 | Анастасія Шевченко    |                  |                   |
| грудень 2010 — лютий 2012     | Анастасія Шевченко | Марія Букатар                 |                       |                  |                   |
| лютий 2012 — квітень 2012     | Анастасія Шевченко | Марія Букатар                 | Вікторія Богославська |                  |                   |
| квітень 2012 — червень 2012   | Анастасія Шевченко | Марія Букатар                 |                       |                  |                   |
| червень 2012 — вересень 2012  | Анастасія Шевченко | Марія Букатар                 | Марія Недєлкова       |                  |                   |
| вересень 2012 — листопад 2015 | Анастасія Шевченко | Марія Букатар                 |                       |                  |                   |
| листопад 2015 — липень 2017   | Майя Подільська    | Марина Шевченко (Аріна Мілан) | Вероніка Кононенко    |                  |                   |
| липень 2017 — жовтень 2018    | Майя Подільська    | Марина Шевченко (Аріна Мілан) | Христина Крив'юк      |                  |                   |
| жовтень 2018 — листопад 2018  | Майя Подільська    | Марина Шевченко (Аріна Мілан) |                       |                  |                   |
| листопад 2018 — жовтень 2020  | Майя Подільська    | Марина Шевченко (Аріна Мілан) | Олена Шишкіна         |                  |                   |
| жовтень 2020 — н.в.           | Софія Єремченко    | Ангеліна Гридчина             | Дар'я Санакова        |                  |                   |

## Дискографія

### Альбоми
1. 2001 — «Детки»
2. 2002 — «Не дети»
3. 2002 — «Кто?!»
4. 2003 — «Так и быть»
5. 2003 — «Кто-то играет в любовь…»
6. 2004 — «Super Dетка»
7. 2006 — «Стихи в метро, или Одни дома»
8. 2008 — «Ты мой парень»
9. 2011 — «Знаешь»
10. 2012 — "Лучшие песни. Новая коллекция"
11. 2013 — «Подруга» (цифровий альбом)
12. 2014 — «Подруга Фиолетовая Пудра»
13. 2016— «Золотой альбом»

### Альбоми реміксів
1. 2002 — «Не дети»

### Збірники найкращих пісень та реміксів
1. 2002 — «Кто?!»
2. 2006 — «Лучшие хиты»
3. 2012 — «Лучшие песни. Новая коллекция»
4. 2015 —"ТОП 30"
5. 2018 —"Девочка хочет секса"
6. 2022 —"Новое и лучшее"

### Міні-альбоми
1. 2010 — «Знаешь» (міні-версія)
2. 2013 — «Подруга» (цифровий альбом)
3. 2015 — «Сборник» (цифровий альбом)

### Сингли гурту «Пропаганда»
1. 2001 — «Мелом»
2. 2002 — «Никто»
3. 2002 — «Холодно»
4. 2002 — «Кто»
5. 2003 — «Пять минут на любовь»
6. 2003 — «Так и быть»
7. 2003 — «Яй-я»
8. 2004 — «Super Dетка»
9. 2004 — «Quanto Costa»
10. 2004 — «Девочка хочет sexa»
11. 2004 — «Мари полюбила Хуана»
12. 2006 — «Стихи в метро»
13. 2006 — «Скучаю»
14. 2007 — «Ёлки-палки»
15. 2009 — «Над моей землёй»
16. 2009 — «Он меня вчера провожал»
17. 2010 — «Знаешь»
18. 2011 — «Я такая»
19. 2013 — «Подруга»
20. 2013 — «Я Написала Любовь»
21. 2013 — «Банальная История» (Master Spensor & Пропаганда)
22. 2013 — «Папа, ты прав»
23. 2014 — «Мелом (Версия 2014)»
24. 2014 — «Мальчик в зеркале»
25. 2014 — «Украина, Россия с тобой!»
26. 2014 — «Жаль»
27. 2015 — «Волшебство»
28. 2015 — «Супер детка 2016»
29. 2015 — «Пять минут на любовь (Remix 2016)»
30. 2015 — «Я ухожу от тебя» (з TRES)
31. 2016 — «Наша песня»
32. 2016 — «Ты — моя невесомость»
33. 2016 — «Сэлфи с войны»
34. 2016 — «Мяу»
35. 2016 — «Забываю»
36. 2016 — «Я тебя забываю»
37. 2017 — «Не такая я»
38. 2017 — «Сильно люблю тебя»
39. 2017 — «Танцуй, моя Москва»
40. 2018 — «Научил любить»
41. 2018 — «Белый дым»
42. 2019 — «Сверхновая»
43. 2019 — «Белое платье»
44. 2019 — «Не Алёнка»
45. 2019 — «Я твоя девочка»
46. 2020 — «Белым мелом»
47. 2020 — «Тик Ток»
48. 2021 — «Никто 2021»
49. 2021 — «Богиня»
50. 2021 — «Яблоки ела (2021 Leo Burn Remix)»
51. 2022 — «Bad Boy»
52. 2022 — «Брат мой» (ремейк пісні 2016 року «Сэлфи с войны»)
53. 2022 — «Яблоки ела (Ramirez & D.Anuchin Remix)»
54. 2022 — «Недоступный абонент»

## Невидані пісні
1. Funny Mix (2004) — В. Вороніна, О. Морева, І. Яковлева
2. Мари полюбила Хуана (2004) — В. Вороніна, О. Морева, І. Яковлева, Д. Гаврильчук
3. Далеко ли до Таллина (2005) — В. Вороніна, О. Морева, І. Яковлева, Д. Гаврильчук
4. МЕГАМикс (2006) — В. Вороніна, О. Морева, І. Яковлева, Д. Гаврильчук
5. Гори ясно (2007) — В. Вороніна, М. Букатар, І. Яковлева, Д. Гаврильчук
6. Капкан (2009) — В. Вороніна, М. Букатар, А. Шевченко
7. Опа Горностай! (2012) — М. Букатар, А. Шевченко, (за участі О. Янковського)

## Відеографія
| Рік           | Кліп                           | Склад                                                                        | Цікаві факти |
| ------------- | ------------------------------ | ---------------------------------------------------------------------------- | --- |
| Вересень 2001 | «Мелом»                        | В.Вороніна, В.Петренко, Ю.Гараніна                                           | Дебютний кліп гурту |
| Січень 2002   | «Мелом (Remix)»                | В.Вороніна, В.Петренко, Ю.Гараніна                                           | Кліп-ремикс на пісню |
| Лютий 2002    | «Никто»                        | В.Вороніна, В.Петренко, Ю.Гараніна                                           | Останній кліп за участю В.Петренко і Ю.Гараніної                                                                                            |
| Грудень 2002  | «Пять минут на любовь»         | В.Вороніна, О.Морева, К.Олейникова                                           | Дебют О.Моревої и К.Олійникової |
| Січень 2003   | «Пять минут на любовь (Remix)» | В.Вороніна, О.Морева, К.Олейникова                                           | Кліп-ремікс на пісню. Сюжет кліпу нічим не відрізняється від оригіналу, змінена тільки музична основа                                       |
| Березень 2003 | «Так и быть»                   | В.Вороніна, О.Морева, К.Олейникова                                           | Останній кліп даного складу |
| Жовтень 2003  | «Яй-я»                         | В.Вороніна, О.Морева, К.Олейникова, І.Яковлева, Н.Коршунова                  | Дебют І.Яковлевої. Єдиний кліп з участю Н.Коршунової. Останній кліп з участю К.Олейнікової                                                  |
| Березень 2004 | «Super Dетка»                  | В.Вороніна, О.Морева, І.Яковлева                                             | Нарізки з концертів |
| Квітень 2004  | «Funny Mix»                    | В.Вороніна, О.Морева, І.Яковлева                                             | Нарізки з концертів, кліпів, і записи пісень на студії                                                                                      |
| Травень 2004  | «Quanto Costa (Remix)»         | В.Вороніна, О.Морева, І.Яковлева                                             | Варто зауважити, що кліпу з оригінальною версією пісні немає                                                                                |
| Серпень 2004  | «Девочка хочет sexa»           | В.Вороніна, О.Морева, І.Яковлева, Д.Гаврильчук                               | Дебют Д.Гаврильчук |
| Грудень 2004  | «Мари полюбила Хуана»          | В.Вороніна, О.Морева, І.Яковлева, Д.Гаврильчук                               | Кліп знято за допомогою комп'ютерної графіки, все, що є на тлі солісток не справжнє                                                         |
| Березень 2006 | «Стихи в метро»                | В.Вороніна, О.Морева, І.Яковлева                                             | Д.Гаврильчук не брала участі у зйомках, хоч учасницею групи в той час була                                                                  |
| Липень 2006   | «Скучаю»                       | В.Вороніна, О.Морева, І.Яковлева                                             | Д.Гаврильчук не брала участі у зйомках, хоча учасницею гурту на той час була. У кліпі акторський сюжет повторює сюжет кліпу «Стихи в метро» |
| Вересень 2006 | «Мегамикс»                     | В.Вороніна, О.Морева, І.Яковлева, Д.Гаврильчук                               | Останній кліп за участю Д.Гаврильчук і О.Моревої                                                                                            |
| Грудень 2007  | «Ёлки-палки»                   | В.Вороніна, І.Яковлева, М.Букатар                                            | Дебют М.Букатар |
| Лютий 2009    | «Над моей землёй»              | В.Вороніна, И.Яковлева, М.Букатар                                            | Пісня є сольним треком В.Вороніної, але в кліпі взяли участь всі солістки гурту                                                             |
| Квітень 2009  | «Он меня вчера провожал»       | В.Вороніна, І.Яковлева, М.Букатар                                            | Останній кліп за участю І.Яковлевої. У кліпі акторський сюжет повторює сюжет кліпу «Стихи в метро»                                          |
| Лютий 2010    | «Знаешь (DJ Pomeha Remix)»     | В.Вороніна, М.Букатар, А.Шевченко                                            | Дебют А.Шевченко, останній кліп з участю В.Вороніної                                                                                        |
| Червень 2011  | «Я такая (DJ Pomeha Remix)»    | М.Букатар, А.Шевченко                                                        | Кліп на ремікс був знятий швидше, ніж на оригінальну версію пісні                                                                           |
| Липень 2011   | «Я такая»                      | М.Букатар, А.Шевченко                                                        | Кліп на оригінальну версію пісні |
| Березень 2013 | «Подруга»                      | М.Букатар, А.Шевченко                                                        | Кліп на оригінальну версію пісні |
| Жовтень 2013  | «Я Написала Любовь»            | М.Букатар, А.Шевченко                                                        | Кліп на оригінальну версію пісні |
| 2014          | «Жаль»                         | М.Букатар, А.Шевченко                                                        | |
| 2014          | «Украина, Россия с тобой!»     | М.Букатар, А.Шевченко                                                        | |
| 2015          | «Волшебство»                   | М.Букатар, А.Шевченко                                                        | |
| 2015          | «Я ухожу от тебя» (с TRES)     | М. Букатар, О. Шевченко (спільно з О. Мілан, В. Кононенко та М. Подільською) | |
| 2016          | «Селфи с войны»                | М. Подільська, О. Мілан, В. Кононенко                                        | |
| 2016          | «Ты — моя невесомость»         | М. Подільська, О. Мілан, В. Кононенко                                        | |
| 2016          | «Голая в стразах»              | М. Подільська, О. Мілан, В. Кононенко                                        | |
| 2017          | «Не такая я»                   | М. Подольская, А. Милан, К. Кривьюк                                          | |
| 2018          | «Научил любить»                | М. Подольская, А. Милан, К. Кривьюк                                          | |
| 2019          | «Белое платье»                 | М. Подільська, А. Мілан, Є. Шишкіна                                          | |
| 2019          | «Не Алёнка»                    | М. Подільська, А. Мілан, Є. Шишкіна                                          | |
| 2020          | «Я твоя девочка»               | М. Подільська, А. Мілан, Є. Шишкіна                                          | |
| 2020          | «Океан»                        | В. Вороніна, О. Морєва, Є. Олійникова (голоси у записі 2003 року)            | |
| 2020          | «Белым мелом»                  | С. Єремченко, А. Гридчина, Д. Санакова                                       | |
| 2021          | «Тик Ток»                      | С. Єремченко, А. Гридчина, Д. Санакова                                       | |
| 2021          | «Никто 2021»                   | С. Єремченко, А. Гридчина, Д. Санакова                                       | |
| 2022          | «Bad Boy»                      | С. Єремченко, А. Гридчина, Д. Санакова                                       | |

## Нагороди
- 2004 р. — премія «Песня года»
- 2004 р. — премія «Золотой граммофон» за пісню «Яй-я»
- «Звуковая дорожка»
- «Высшая лига»
- «Стопудовый хит»
- «Бум года»
- «Супердиск»

## Цікаві факти про гурт
- Склад: Вороніна — Букатар не є офіційним, бо Шевченко прийнято до гурту в червні 2009 року, а Яковлева пішла в липні.
- У складі Вороніна — Букатар було проведено лише один виступ.
- Дар'я Гаврильчук не брала участі у кліпі «Скучаю», хоча була на момент зйомки в гурті.
- Вікторія Богославська протрималася в гурт лише 2 місяці (найкоротше перебування в гурті).
- Після того, як Марія Неделкова залишила гурт, він утретє стає дуетом, проте не виключено, що незабаром гурт стане знову тріо.
- Гурт (за ініціативою продюсера колективу Сергія Іванова) після 2014 року підтримує політику Володимира Путіна, у зв'язку з цим гурт створив, так звану, «пісню-гімн» (у виконанні Марії Букатар та Анастасії Шевченко) та пропагандистський кліп з назвою «Україно, Росія з тобою!» (рос. «Украина, Россия с тобой!»).[1][2]